# Sighvat, o Vermelho
Sighvat, o Vermelho (nórdico antigo: Sighvatr rauði, n. 855) foi um influente caudilho víquingue da Halogalândia, Noruega que emigrou para a Islândia no século X e criou um assentamento em Bolstad, perto da propriedade de Ketil Trout. De acordo com o referido em Landnámabók, foi o primeiro goði do clã familiar dos Hlíðverjar. Casou-se com Rannveig, uma filha do norueguês hersir, Eyvind Lambi, cujos filhos são:
- Sigmund Sighvatsson (n. 885) , que seria pai do legífero Mord Sighvatsson,[2] Lambi (n. 903), Unna (n. 906), Sigfús de Hlid (n. 918), Rannveig (n. 914, que seria mãe de Gunnar Hámundarson), e Thorgerd (n. 900, esposa de Önundur Hróarsson),
- Barek Sighvatsson, pai de Thord que por sua vez seria pai de Stein.[3][4]

A importância do papel de Sighvat na história da Islândia está bem patente noutras sagas tal como a saga de Njál, saga de Egil Skallagrímson, saga de Grettir, e Heimskringla.

## Bibliografía
- Ari the Learned. The Book of the Settlement of Iceland (Landnámabók). Ellwood, T., transl. Kendal: T. Wilson, Printer and Publisher, 1898.
- Byock, Jesse (2001), Viking Age Iceland. Penguin Books, ISBN 978-0-14-029115-5
- Forte, Angelo, Richard Oram and Frederik Pedersen. Viking Empires. Cambridge Univ. Press, 2005 ISBN 0-521-82992-5.
- Hollander, Lee, transl. Njal's Saga. Wordsworth, 1999.
- Jones, Gwyn. A History of the Vikings. 2nd ed. London: Oxford Univ. Press, 1984.
- Magnusson, Magnus and Hermann Palsson, transl. Laxdaela Saga. Penguin Classics, 1969.
- Ordower, Henry. "Exploring the Literary Function of Law and Litigation in 'Njal's Saga.'" Cardozo Studies in Law and Literature, Vol. 3, No. 1 (Spring – Summer 1991), pp. 41–61.
- Scudder, Bernard, transl. Egil's Saga. Penguin Classics, 2005.